# Calírroe (hija de Aqueloo)
En la mitología griega, Calírroe (en griego Καλλιρρόη o Καλλιρρόη, en latín: Callirhŏe) era hija de Aqueloo y esposa de Alcmeón, a quien dio dos hijos: Anfótero y Acarnán.
Su padre Aqueloo, personificación del río homónimo, la había entregado en matrimonio a Alcmeón a cambio de que éste recuperase el collar y el velo de Erífile, codiciado por Calírroe. Para hacerse con él, Alcmeón lo reclamó como ofrenda al Oráculo de Delfos. Pero cuando Fegeo, su suegro, descubrió el uso que realmente se le había dado al collar, mandó a sus hijos que mataran a Alcmeón.
Calírroe, arrepentida por lo que había hecho, pidió a los dioses que permitieran que sus hijos, que todavía eran unos niños, pudieran vengar la muerte de su padre. Zeus atendió esta súplica e hizo que los hijos de Calírroe pasaran inmediatamente a la edad adulta, por lo que pudieron cumplir el deseo de su madre matando a Fegeo y a sus hijos.